# 兵庫県立鈴蘭台西高等学校
兵庫県立鈴蘭台西高等学校（ひょうごけんりつ すずらんだいにしこうとうがっこう）は、兵庫県神戸市北区鳴子三丁目にあった県立高等学校。略称は西高（）、鈴西（）。
兵庫県立鈴蘭台高等学校との統合に伴う兵庫県立神戸鈴蘭台高等学校の新設により、新入生の募集は2006年度を最後に打ち切られ、2009年3月31日をもって閉校した。跡地は老人ホーム「神戸ゆうゆうの里」として利用されている。

## 概観
校地は鈴蘭台西方の丘陵地にある。南側は住宅街に面し、神戸ゆうゆうの里が隣接する。北側は谷になっており神戸電鉄粟生線がはしる。
校舎は管理棟と普通教室棟、特別教室棟からなり、渡り廊下などでつながっている。ともに1980年竣工で、管理棟は地上4階・塔屋2階、生徒棟は地上4階である。

## 沿革
1977年北区の人口増加を背景に兵庫県高等学校急増対策協議会において高等学校の新設の必要性が認められ、設置が決定する。1980年に兵庫県立鈴蘭台西高等学校が設置された。
しかし2000年頃から少子化が顕在化し、県の財政も厳しいことから、神戸第二学区内の県立高等学校6校を統廃合によって5校に再編する方針が教育委員会で出された。当初は両校の距離が約300メートルと最も近い兵庫県立兵庫高等学校と兵庫県立夢野台高等学校の統合が模索されたが、両校はそれぞれ旧制中学校と旧制高等女学校の流れを汲む学校であり、統合に強く反発した。そこで、直線距離でも約2.5キロメートルあるものの次に距離が近い鈴蘭台西高校と兵庫県立鈴蘭台高等学校の合併が提案された。2006年、両校の統廃合が発表されると、県立高校の再編が地域住民に十分な説明のないまま進められていることについて、県教育委員会に対し改めて説明と統廃合の考え直しを求める反対運動が行われた。
2007年、募集が停止され、2009年3月をもって廃止された。
跡地利用については廃止後も動きが見られなかったが、2017年、今後の用途が決定するまでの間、神戸市がグラウンドを兵庫県から暫定的に借り受け、グラウンドの管理・運営を行う団体をプロポーザル方式により公募することとなり、公募の結果、神戸北スポーツ推進協会が選定された。

### 年表
- 1977年 - 兵庫県高等学校急増対策協議会で設置が決定
- 1979年 - 学校開設準備室を兵庫県庁南庁舎別館に設置
  - 12月 - 1980年1月1日付で県立鈴蘭台西高等学校を設置決定
- 1980年 - 学校開設準備室を兵庫県立鈴蘭台高等学校に移す
  - 3月 - 第1回入学者選抜学力検査・合格発表を鈴蘭台高校にて実施
  - 4月 - 神戸市北区山田町小部字崎ヶ谷1番地に開校
- 1982年 - 所在地名を神戸市北区鳴子三丁目1番地に変更
- 1995年
  - 1月17日 - 阪神・淡路大震災が発生、翌週に授業再開
  - 4月 - 兵庫県立兵庫高等学校が本校グラウンドの仮設校舎に移転
  - 9月 - 兵庫高校が本校グラウンドの仮設校舎から撤退
- 2003年 - 英語コースを改編し、トータルコミュニケーションコースを開設
- 2004年 - 継続したボランティア活動の結果、兵庫県の「くすのき賞」を受賞
- 2006年 - 鈴蘭台高校との統合が発表される
- 2007年1月1日 - 募集停止
- 2009年
  - 2月27日 - 閉校記念式典挙行
  - 3月31日 - 閉校
- 2011年8月 - 兵庫県立神戸鈴蘭台高等学校が耐震工事中の仮校舎として校舎を利用(2012年7月まで)
- 2013年8月 - 兵庫県立神戸甲北高等学校が耐震工事中の仮校舎として校舎を利用(2014年7月まで)
- 2014年 - 北区民センターが耐震工事中の仮会館として校舎を利用
- 2017年
  - 3月 - 神戸市が跡地を暫定的に借り受け、運営管理団体を公募
  - 5月 - 運営管理団体が神戸北スポーツ推進協会に決定
- 2018年 - 兵庫県が跡地を地域介護福祉拠点として整備することを発表[1]

## 校歌
- 安水稔和作詞／平吉毅州作曲

## 基礎データ
いずれも廃止時のデータ。

### 所在地
兵庫県神戸市北区鳴子三丁目1番地

### 設置学科
- 全日制課程 普通科
- 全日制課程 国際文化科 トータルコミュニケーションコース

### 通学区域

#### 神戸第二学区
- 神戸市
  - 兵庫区
  - 長田区の一部
  - 北区

#### 自由学区
- 神戸市
  - 西区の一部
- 三田市の一部
- 西宮市の一部

### 象徴

#### 校訓
校訓は、「至誠・協調・創造」である。

#### 校章
- 兵庫県教育委員会のシンボルであるゆずり葉をデザインし、教育の原点である「知・徳・体」を意する。

## 国際交流
帰国子女の生徒も受け入れており、オーストラリアへの海外留学や3ヶ月間の中期海外留学プログラムがある。トータルコミュニケーションコース（旧英語コース）を開設し、意思疎通のできる国際的な人間を養成する。

## ボランティア活動
ボランティア活動を積極的に行っていた。2004年にはこうした活動により「兵庫県くすのき賞」を受賞している。
- 12月のゆうゆうの里訪問や毎月一度位神戸養護学校への訪問。
- 毎月2回ほど、有志による周辺地域の清掃活動。

## 学校行事
6月には文化祭である西高祭が行われた。

## 進路状況
ほとんどの生徒が進学し、主に兵庫県内、及び近畿圏の大学や専門学校へ進学をしていた。

## 設備
- 体育館 - 2階建てで、1階には柔道場、剣道場、食堂などが入っていた。
- 第一グラウンド (200メートルトラック・バックネット)
- 第二グラウンド (トラック・スタンド)
- テニスコート (硬式・軟式計6面)
- プール (25m8レーン)
- 図書室

## 学校関係者と組織

### 学校関係者組織
- 譲葉会 - 同窓会。閉校後は活動が低調になっている。
- 鈴蘭会 - 鈴蘭台高校、鈴蘭台西高校、神戸鈴蘭台高校の3校の旧職員と育友会・PTAの旧役員を中心とする卒業生の保護者が構成する親睦団体である。入会は任意。

### 学校関係者一覧

#### 著名な出身者
- 藤東勤（俳優・中退）
- 松本勝也（競艇選手）
- 松原裕（実業家、元COMIN'KOBE実行委員会理事長）
- 憧花ゆりの（元宝塚歌劇団月組娘役）
- 山本聡（ギタリスト）